# Атаманское сельское поселение
Атаманское сельское поселение — муниципальное образование в составе Павловского района Краснодарского края России.
В рамках административно-территориального устройства Краснодарского края ему соответствует Атаманский сельский округ.
Административный центр и единственный населённый пункт — станица Атаманская.

## География
Площадь поселения — 97,36 км².

## Население
| 2010  | 2012  | 2013  | 2014  | 2015  | 2016  | 2017  |
| ----- | ----- | ----- | ----- | ----- | ----- | ----- |
| 3952  | ↗3971 | ↗4017 | ↗4063 | ↗4165 | ↘4140 | ↗4179 |
| 2018  | 2019  | 2020  | 2021  | 2023  |       |       |
| ↗4203 | ↘4162 | ↘4119 | ↘3322 | ↘3215 |       |       |

## Местное самоуправление
Главы сельского поселения
- Александр Анатольевич Новиков[13]
- с 2.04.2023 года — Сергей Михайлович Пронько[14]

## Экономика
На территории сельского поселения работает сельхоз-предприятие ООО «Агрокомплекс Павловский», работают 3 полеводческие и одна садоводческая бригада; 2 молочно-товарные фермы, 1 ферма по выращиванию нетелей, свинотоварная ферма считается одной из лучших в районе. Для приемки и переработки зерна в хозяйстве имеется свой мини-элеватор, мельница. Также работает комбикормовый мини-завод, который обеспечивает своей продукцией подразделения хозяйства и жителей округа.
Колхоз имени Жлобы до 1991 года.
с 1991 года — февраль 2017 года ООО «Атаманское».
С февраля 2017 года ООО «Агрокомплекс Павловский».
Также на территории сельского поселения работают фермерские и крестьянские хозяйства.